# Hafen- und Bahnbetriebe der Stadt Krefeld
Die Hafen- und Bahnbetriebe der Stadt Krefeld waren ein Eigenbetrieb der Stadt Krefeld, die den Krefelder Rheinhafen und die angeschlossene Hafenbahn bis Ende 2007 betrieben. Seit 2008 wird Hafen und Eisenbahninfrastruktur durch die Hafen Krefeld GmbH & Co KG betrieben.

## Das Gebiet des Krefelder Hafens
Der Krefelder Hafen besteht aus folgenden Bereichen:
- dem eigentlichen Rheinhafen mit Hafenbecken, Wendebecken, Ansiedlungsplätzen für Industrie, zwei städtischen Lagerhäusern auf der Halbinsel des Hafenkopfs, gelegen im Gebiet des Krefelder Stadtteils Linn (1911–1945 mit Hafenrestaurant „Rheingold“ mit Tagungsmöglichkeiten und Außenterrasse),
- der älteren Uerdinger Rheinwerft, in nördlicher Fortsetzung,
- der Ostwerft, einem seit 1945 nicht mehr genutzten Kai.

## Hafenbahn Krefeld
Der als Hafenbahn Krefeld bezeichnete Bahnbetrieb in den östlichen Stadtteilen von Krefeld wurde ursprünglich von drei selbständigen Eisenbahnbetrieben unterhalten:
- der Kleinbahn Krefeld-Rheinhafen, später Hafen- und Kleinbahn Krefeld, die 1956 in Städtische Eisenbahn Krefeld umfirmierte und später in der Hafen Krefeld GmbH & Co. KG aufging,
- der Güterbahn der Bahn- und Gelände-AG Krefeld-Süd, die 1926 in den Besitz der Stadt Krefeld gelangte, ab 1931 unter Betriebsführung der Hafen- und Kleinbahn Krefeld stand und unter der Bezeichnung Krefelder Industriebahn ihren Betrieb fortsetzte,
- der Uerdinger Werftbahn, die 1929 als nördliche Fortsetzung in die überwiegend als Hafenbahn fungierenden Hafen- und Kleinbahn Krefeld integriert wurde.

Der Bahnbetrieb dient ausschließlich dem Güterverkehr im Gebiet der Stadt Krefeld. Während die Hafenbahn Krefeld eine nach der Eisenbahn-Bau- und Betriebsordnung (EBO) konzessionierte nichtbundeseigene Eisenbahn (NE-Bahnen) darstellt, ist die Krefelder Industriebahn als reine Anschlussbahn nach Verordnung über den Bau und Betrieb von Anschlussbahnen (BOA) konzessioniert.

## Die Entstehung der Hafenbahn Krefeld
Die Errichtung der im Volksmund von jeher als „Hafenbahn“ bezeichneten Hafenbahn Krefeld ging aus dem Bau des Krefelder Rheinhafens hervor.
Mit dem Bau des Hafens von 1903 bis 1905 entstand auch ein eigenes Eisenbahninfrastrukturunternehmen. Die Hafenbahn diente zum Anschluss der entfernt vom Rhein liegenden Stadt Krefeld an den Verkehrsträger Schifffahrt und für den Verschub von Waren im Bereich des Hafens. Der Anschluss an die Staatsbahn wurde am Anschlussbahnhof Krefeld-Linn realisiert, bevor die Streckenführung bis zum Güterbahnhof Krefeld Ost fortgeführt werden konnte.

### Die Eröffnung der Hafenbahn Krefeld
Am 12. November 1905 erfolgte zunächst die Eröffnung der ersten Strecke der damaligen Hafen- und Kleinbahn Krefeld vom Staatsbahnhof Krefeld-Linn zum Handelshafen am Rhein. Als zweite Strecke nahm am 26. September 1906 die Stadtstrecke von Linn nach Krefeld zum dortigen Bahnhof Krefeld-Ost ihren Betrieb auf. Ende 1913 erfolgte am 16. Dezember die Eröffnung der sogenannten „westlichen Zweiglinie“, die zunächst zum Industriegebiet am Bruchfeld führte.

### Veränderungen des Gleisnetzes nach 1929
Als 1929 Krefeld mit Uerdingen, Fischeln, Gellep-Stratum und anderen Gemeinden zum Stadtkreis Krefeld-Uerdingen vereinigt wurde, hatte dies auch Auswirkungen auf das Gleisnetz. Nach der Vereinigung wurde die Kleinbahn Krefeld-Uerdingen als Eigenbetrieb mit einer Streckenlänge von 52 km ausgewiesen.

## Die technische Infrastruktur der Hafenbahn Krefeld
Mit Eröffnung der Hafenbahn 1905 entstand im Stadtteil Krefeld-Linn der technische Mittelpunkt der Hafenbahn. Dort kam es zur Anlage folgender Einrichtungen:
- Hebelstellwerk in Fachwerkbauweise auf Basaltlava-Sockel (2020 durch die Hafen Krefeld GmbH & Co. KG abgerissen)
- Lokomotivschuppen in Eisenbetonbauweise (genutzt durch ein Korrosionsschutz-Unternehmen)
- dreigleisige Werkstatthalle
- zweigeschossiges Verwaltungsgebäude in Backsteinmauerwerk
- Drucktastenstellwerk

Neben diesen Betriebsanlagen an der heutigen Carl-Sonnenschein-Straße entstanden weitere Einrichtungen, die zum Betrieb der Hafenbahn Krefeld notwendig waren:
- eine Drehbrücke in der Hafeneinfahrt und
- ein repräsentatives Verwaltungsgebäude.

## Beschreibung der einzelnen Teilstrecken der Hafenbahn Krefeld

### Die westliche Zweiglinie zum Industriegebiet Bruchfeld
1913 erfolgte der Bau der "westlichen Zweiglinie" zum Industriegebiet Bruchfeld in Krefeld-Linn. Sie zweigt von der Stadtbahnstrecke zum Güterbahnhof Krefeld-Ost ab, unmittelbar nachdem diese die Staatsbahngleise in Linn in einem Durchlass unterquert hat.

### Die Stadtstrecke und der Güterbahnhof Krefeld-Ost
Zur Vermeidung des Transports von Gütern über die Gleise der Staatsbahn kam es zum Bau einer eigenen eingleisigen Strecke der Städtischen Eisenbahn Krefeld. Westlicher Endpunkt der Verbindungsbahn zwischen Krefeld und Linn wurde der Güterbahnhof Krefeld-Ost.

### Die Uerdinger Werftbahn
1887/88 erfolgte durch die damals noch selbstständige Stadt Uerdingen der umfangreiche Ausbau des Uerdinger Rheinwerft und es entstand eine Anschlussbahn an den Uerdinger Güterbahnhof der Staatsbahn.

### Der Rheinhafen Krefeld
Der Krefelder "Rheinhafen" ist ein öffentlicher Binnenhafen und ist in erster Linie als Industriehafen konzipiert, das heißt, hier ist Industrie angesiedelt, die auf einen Wasserstraßenanschluss angewiesen ist.

## Sonstiges
Die Städtische Eisenbahn Krefeld betreibt seit 2010 auch die Reststrecke der Krefelder Eisenbahn-Gesellschaft.